# La Chapelle-du-Bard
La Chapelle-du-Bard ist eine französische Gemeinde mit 536 Einwohnern (Stand: 1. Januar 2022) im Département Isère in der Region Auvergne-Rhône-Alpes. Saint-Pierre-d’Allevard gehört zum Arrondissement Grenoble und zum Kanton Haut-Grésivaudan. Die Einwohner nennen sich Chapelains.

## Geographie
La Chapelle-du-Bard liegt in der Landschaft Grésivaudan am Fluss Bréda. Umgeben wird La Chapelle-du-Bard von den Nachbargemeinden Arvillard im Norden und Osten, Allevard im Süden, Le Moutaret im Westen und Nordwesten sowie Détrier im Nordwesten.

## Bevölkerungsentwicklung
| Jahr                       | 1962 | 1968 | 1975 | 1982 | 1990 | 1999 | 2006 | 2018 |
| -------------------------- | ---- | ---- | ---- | ---- | ---- | ---- | ---- | ---- |
| Einwohner                  | 378  | 351  | 314  | 295  | 346  | 426  | 471  | 577  |
| Quellen: Cassini und INSEE |      |      |      |      |      |      |      |      |

## Sehenswürdigkeiten
- Kirche Sainte-Marie
- Teufelsbrücke, mittelalterliche Brücke über den Bens
- Wasserfall